# Directive inondation
Lire en ligne

sur Eur-lex

La directive inondation, ou Directive n° 2007/60/CE du 23 octobre 2007 relative à l’évaluation et à la gestion des risques d’inondation,, est une directive européenne du Parlement européen et du Conseil adoptée le 23 octobre 2007.
Cette directive encadre au niveau européen la gestion des risques d'inondation, qu'ils proviennent de crues de cours d’eau, de remontée des nappes phréatiques, de ruissellement ou de submersion marine. Elle a pour objectif de limiter les conséquences négatives des inondations pour la santé humaine, l'activité économique, le patrimoine culturel et l'environnement. 

## Contexte

### Inondations sur la période 1998-2004
Entre 1998 et 2004, l'Europe a subi plus de cent inondations d’importance majeure, notamment les inondations catastrophiques du Danube et de l'Elbe en 2002. Ces inondations ont provoqué la mort de quelque 700 personnes, le déplacement d’environ un demi-million de personnes et au moins 25 milliards d’euros de pertes économiques couvertes par les assurances. Les inondations qui ont marqué l’été 2005 en Autriche, en Bulgarie, en France, en Allemagne, en Roumanie et ailleurs ont encore poussé ces chiffres à la hausse.
Les biens exposés au risque d’inondation peuvent avoir une valeur considérable. Par exemple, plus de 10 millions d’habitants vivent dans des zones inondables le long du Rhin et les dommages potentiels que font courir les risques d’inondations s’y élèvent à 165 milliards d’euros. Par ailleurs la valeur totale des biens économiques situés dans les 500 premiers mètres de la frange littorale européenne, y compris les plages, les terres agricoles et les installations industrielles, est estimée en 2006 entre 500 et 1000 milliards d’euros.
En plus des dommages économiques et sociaux, les inondations peuvent avoir de graves conséquences sur l’environnement, par exemple lorsqu'elles touchent des stations de traitement d’eaux usées ou des usines où se trouvent de grandes quantités de produits chimiques toxiques. Les inondations peuvent également détruire des zones humides et réduire la biodiversité.

### Genèse et instruction de la directive
Dès 2000, un rapport est publié par les Nations unies dans le cadre de la prévention des inondations sur les bassins versants transfrontaliers de l’Europe de l’Ouest. Puis, à la suite des inondations de 2002, un document technique sur les meilleures pratiques est rédigé par la Commission, les États membres, les pays candidats et d’autres parties concernées, et est finalisé en 2003. Après la communication de juillet 2004 sur la gestion des risques liés aux inondations et les conclusions positives du Conseil en octobre 2004 demandant à la Commission de soumettre une proposition appropriée, la Commission convoque un forum consultatif d’experts venant des États membres, de l’industrie, des ONG et de la communauté scientifique engagée dans des projets de recherche importants, ainsi que d’autres parties intéressées. Ce forum travaille en 2005 et constitue l’élément essentiel de la consultation préalable à l'instruction de la directive, qui est complétée par une consultation par Internet.
Une position commune est adoptée par le Conseil européen le 23 novembre 2006 puis adoptée par la Commission en première lecture le 6 décembre 2006. Des amendements sont adoptés en seconde lecture le 25 mai 2007 par la Commission puis le 18 septembre 2007 par le Conseil européen. La directive est enfin signée le 23 octobre 2007 par Hans-Gert Pöttering, président du parlement européen et António Lobo Antunes, président du Conseil.

## Contenu de la directive
L’objectif de la directive est de réduire et de gérer les risques qu'engendrent les inondations pour la santé humaine, l’environnement, les infrastructures et les biens. Elle vise également à créer un cadre commun permettant d'évaluer et de réduire les risques d'inondation sur le territoire de l'Union européenne. Elle comprend trois étapes : évaluation préliminaire, cartographie, plan de gestion.
| Phase                                                   | Ref directive | Objectif | Contenu | Echéance         | Révisions                                                      |
| ------------------------------------------------------- | ------------- | --- | --- | ---------------- | -------------------------------------------------------------- |
| Évaluation préliminaire des risques d'inondation (EPRI) | Chap 2        | Évaluer les risques potentiels à partir des informations disponibles, telles des relevés historiques et des études sur les évolutions à long terme, en particulier l’incidence des changements climatiques sur la survenance des inondations. | L'évaluation comprend des cartes du district hydrographique, la description des inondations survenues dans le passé et ayant eu des impacts négatifs susceptibles de se reproduire à l’avenir et l’évaluation des conséquences négatives potentielles d’inondations futures en matière de santé humaine, d’environnement, de patrimoine culturel et d’activité économique. Cette évaluation doit être mise à la disposition du public | 22 décembre 2011 | Réexamen au plus tard le 22 décembre 2018 puis tous les 6 ans. |
| Cartographie des inondations                            | Chap 3        | Déterminer les zones pour lesquelles des risques potentiels importants d'inondation existent ou que leur matérialisation peut être considérée comme probable. | Les cartes des zones inondables couvrent les zones géographiques susceptibles d’être inondées selon les scénarios suivants : - crue de faible probabilité ou scénarios d’événements extrêmes ; - crue de probabilité moyenne (période de retour probable supérieure ou égale à cent ans) ; - crue de forte probabilité, le cas échéant. Les cartes déterminent l'étendue de l'inondation, les hauteurs d’eau ou le niveau d’eau, selon le cas et, le cas échéant, la vitesse du courant ou le débit de crue correspondant. Elles doivent montrer les conséquences négatives potentielles associées aux inondations, et exprimées au moyen des paramètres suivants : le nombre indicatif d’habitants potentiellement touchés, les types d’activités économiques dans la zone potentiellement touchée, les installations susceptibles de provoquer une pollution accidentelle en cas d'inondation. | 22 décembre 2013 | Réexamen tous les 6 ans.                                       |
| Plan de gestion des risques d’inondation (PGRI)         | Chap 4        | Définir des objectifs appropriés en matière de gestion des risques d’inondation pour les zones répertoriées en mettant l’accent sur la réduction des conséquences négatives potentielles d’une inondation pour la santé humaine, l’environnement, le patrimoine culturel et l’activité économique, et, si cela est jugé approprié, sur des initiatives non structurelles et/ou la réduction de la probabilité de survenance des inondations. | Ces plans englobent tous les aspects de la gestion des risques d’inondation, en mettant l’accent sur la prévention, la protection et la préparation, y compris la prévision des inondations et les systèmes d’alerte précoce, et en tenant compte des caractéristiques du bassin hydrographique ou du sous-bassin considéré. Les plans de gestion des risques d’inondation peuvent également comprendre l’encouragement à des modes durables d’occupation des sols, l’amélioration de la rétention de l’eau, ainsi que l’inondation contrôlée de certaines zones en cas d’épisode de crue. | 22 décembre 2015 | Réexamen tous les 6 ans.                                       |

## Mise en œuvre par les États membres

### Transposition en droit par chaque État membre
Chaque État membre a transposé la directive selon le calendrier suivant :
| État membre        | Date butoir      | Date de publication acte législatif transposant la directive |
| ------------------ | ---------------- | ------------------------------------------------------------ |
| Belgique           | 25 novembre 2009 | 4 février 2010                                               |
| Bulgarie           | 25 novembre 2009 | 6 août 2010                                                  |
| République tchèque | 25 novembre 2009 | 21 mai 2010                                                  |
| Danemark           | 25 novembre 2009 | 27 décembre 2009                                             |
| Allemagne          | 25 novembre 2009 | 6 août 2009                                                  |
| Estonie            | 25 novembre 2009 | 29 décembre 2011                                             |
| Irlande            | 25 novembre 2009 | 26 mars 2010                                                 |
| Grèce              | 25 novembre 2009 | 21 juillet 2010                                              |
| Espagne            | 25 novembre 2009 | 15 juillet 2010                                              |
| France             | 25 novembre 2009 | 12 juillet 2010                                              |
| Croatie            | 1er juillet 2013 | 2013                                                         |
| Italie             | 25 novembre 2009 | 2 avril 2010                                                 |
| Chypre             | 25 novembre 2009 | 16 juillet 2010                                              |
| Lettonie           | 25 novembre 2009 | 13 mai 2009                                                  |
| Lituanie           | 25 novembre 2009 | 5 décembre 2009                                              |
| Luxembourg         | 25 novembre 2009 | 19 décembre 2008                                             |
| Hongrie            | 25 novembre 2009 | 2008                                                         |
| Malte              | 25 novembre 2009 | 4 mai 2010                                                   |
| Pays-Bas           | 25 novembre 2009 | 29 janvier 2009                                              |
| Autriche           | 25 novembre 2009 | 30 mars 2011                                                 |
| Pologne            | 25 novembre 2009 | 15 février 2011                                              |
| Portugal           | 25 novembre 2009 | 22 octobre 2010                                              |
| Roumanie           | 25 novembre 2009 | 19 février 2010                                              |
| Slovénie           | 25 novembre 2009 | 29 janvier 2010                                              |
| Slovaquie          | 25 novembre 2009 | 12 janvier 2010                                              |
| Finlande           | 25 novembre 2009 | 30 juin 2010                                                 |
| Suède              | 25 novembre 2009 | 2009                                                         |
| Royaume-Uni        | 25 novembre 2009 | 24 juin 2009                                                 |

#### Cas de la France
En France, la Directive est transposée par l'article 221 de la loi no 2010-788 du 12 juillet 2010 portant engagement national pour l'environnement, ou "Grenelle 2". Celle-ci concrétise également les objectifs fixés par la loi no 2009-967 du 3 août 2009 de programmation relative à la mise en œuvre du Grenelle de l'environnement (dite Grenelle 1) par la mise en œuvre de six chantiers dont un sur la prévention des risques (Titre V).
Toutefois le 28 octobre 2010, la Commission européenne décide de poursuivre la France devant la Cour de justice en raison d'une "transposition inadéquate" de la Directive. Une lettre de mise en demeure avait en effet été adressée à la France en janvier 2010, suivie d’un avis motivé au mois de juin. Après avoir examiné la réponse de la France, la Commission conclut que la législation française en matière de prévention des inondations présentait certaines lacunes. D'où cette décision d'assignation.
Le décret no 2011-227 du 2 mars 2011 relatif à l'évaluation et à la gestion des risques d'inondations complète les dispositions législatives, insérées dans la loi du 12 juillet 2010, et rend ainsi compatible le cadre législatif et réglementaire français avec le droit européen,. La France introduit en particulier la terminologie de territoires à risque important d'inondation (TRI) qui correspondent aux zones pour lesquelles des risques potentiels importants d’inondation existent ou que leur matérialisation peut être considérée comme probable définies dans l'article 5 de la directive, avec une échéance, le 22 juin 2012, qui ne figure pas dans la directive.

### Point d'étape en mars 2015
Un rapport d'étape est publié le 9 mars 2015 par la Commission européenne sur la mise en œuvre de la directive par les États membres.
Dix-huit États membres sur les vingt-huit ont décidé de procéder à une évaluation préliminaire des risques d'inondation, comme décrit par la directive, sur la totalité de leur territoire et pour toutes les sources potentielles d'une inondation. Le Luxembourg et la Lettonie ont décidé quant à eux d'utiliser les évaluations des risques existantes pour identifier les zones à risque d'inondation. Belgique, Italie, Pays-Bas et Portugal ont décidé d'utiliser des cartes de risques d'inondation existantes et ne pas entreprendre une évaluation préliminaire des risques d'inondation. La Slovaquie a entrepris une évaluation des risques et identifié les zones à risque d'inondation, mais utilisent des cartes de risques d'inondation existantes. Allemagne, Espagne et Royaume-Uni ont utilisé un mélange d'approches concernant leurs territoires.
Vingt-deux États membres ont fourni des informations sur les inondations historiques dont certaines remontent au Ier siècle, mais la plupart des événements sont postérieurs aux années 1950. Les inondations historiques les plus courantes concernent des rivières ou fleuves. Environ 8 000 zones de risque important d'inondation ont été identifiées par 23 États membres, la Croatie en ayant identifié le plus (2 976). Les crues des rivières constituent la cause la plus répandue et un impact économique important est commun à l'ensemble des événements. Des cartes zones inondables et des zones à risques d'inondation ont été préparées par la plupart des États membres. La plupart des États membres ayant un littoral ont également cartographié le risque de submersion marine.
Le changement climatique a été examiné par 14 États membres lors de l'évaluation du risque d'inondation et 11 États membres ont considéré d'autres changements à long termes tels que les modifications d'usage des terres. 11 États membres ont également pris en compte le changement climatique lors de la préparation de leurs cartes d'inondation.
De nombreux États membres ont par ailleurs coordonné leurs évaluations des risques d'inondation dans les bassins fluviaux qu'ils partagent avec d'autres États membres. Beaucoup ont également échangé des informations avant la préparation de leurs cartes d'inondation. Les commissions fluviales comme celles pour le Danube, le Rhin, l'Elbe et l'Escaut ont joué un rôle clé dans la coordination et l'échange d'informations préalables concernant ces territoires.

## Sources